# Interrobang
Інтеробанг  або ж інтерабанг  ‽ (часто передається як ?!, !?, ?!?, ?!!, !?? або !?!) — це нетрадиційний знак пунктуації, призначений для поєднання функцій знака питання  та знака оклику.  Гліф є лігатурою цих знаків  і був вперше запропонований у 1962 році Мартіном К. Спектером. 

## Застосування
Речення, що закінчується на інтеробанг — це питання, що виражає схвильованість, недовіру чи збентеження, або ж ставить риторичне питання. 
Автори, які використовують неформальну мову, можуть чергувати кілька знаків питання та оклику, для більшого акценту. Однак це вважається поганим стилем у офіційному письмі. 

## Історія

Інтеробанг у шрифті Palatino Linotype

Традиційно письменники використовували кілька послідовних розділових знаків, щоб завершити речення, виражаючи одночасно здивування та запитання.

### Винайдення
Американець Мартін Спектер (14 червня 1915 р. – 14 лютого 1988)  запропонував інтеробанг в 1962 році. Як керівник рекламного агентства, Спектер вважав, що реклама виглядатиме краще, якщо копірайтери передаватимуть риторичні запитання за допомогою одного знака. Він запропонував концепцію одного знака пунктуації у статті в журналі TYPEtalks.  Спектер попросив у читачів вигадати назву для нового знака. Серед пропозицій були exclamaquest та exclarotive, але він зупинився на interrobang. Він обрав назву, щоб посилатися на знаки, які його надихнули: interrogatio — з латинської «риторичне питання» або «перехресний допит»;  bang — з друкарського сленгу назва знака оклику. Графічні варіанти нового знаку також були подані у відповідь до статті. 

### Ранній інтерес
У 1965 році Річард Ісбел створив шрифт Americana для American Type Founders і включив до нього інтеробанг як один із символів.  У 1968 році клавіша інтеробанг була доступна на деяких друкарських машинках Remington. У 1970-х роках змінні ковпачки клавіш і гарнітура інтеробанг були доступні для деяких друкарських машинок Smith-Corona.  Інтеробанг був у моді більшу частину 1960-х років; слово інтеробанг з'являлося в деяких словниках, а знак використовувався в журнальних та газетних статтях. 

### Постійна підтримка
Більшість шрифтів не містять інтеробанг, але він нікуди не зник. Lucida Grande, шрифт за замовчуванням для багатьох елементів інтерфейсу в застарілих версіях операційної системи OS X від Apple, містить інтеробанг, а Microsoft надає кілька версій інтеробангу в наборі символів Wingdings 2 (на клавішах правої дужки та тильди на американських розкладках), що входить до складу Microsoft Office.  Він був прийнятий до Unicode  і включений до кількох шрифтів, включаючи Lucida Sans Unicode, Arial Unicode MS та Calibri, і за замовчуванням у пакетах Office 2007, 2010 та 2013. 

## Перевернутий інтеробанг
Перевернутий інтеробанг (поєднання ¿ та ¡, символ в Unicode: ⸘), що підходить для початку речень іспанською, галісійською та астурійською мовами, які використовують обернені знаки питання та оклику, називається «інвертованим інтеробангом» рідше, гнабаротні (інтеробанг, написаний навпаки).  У поточній практиці невизначеність, подібна до інтеробангу, в іспанських мовах зазвичай позначається включенням обох розділових знаків (¿¡De verdad!? або ¡¿De verdad?!).  Давніше використання, досі офіційне, але не поширене, рекомендувало змішування розділових знаків: ¡Verdad? або ¿Verdad! 

## Кодова точка
Символ закодовано в блоці загальної пунктуації Unicode в кодовій точці. U+203D ‽ INTERROBANG. Перевернутий інтеробанг U+2E18 ⸘ INVERTED INTERROBANG. Окремо знаки питання та оклику codepoints U+2048 ⁈ QUESTION EXCLAMATION MARK і U+2049 ⁉ EXCLAMATION QUESTION MARK.

## Приклади використання
Державна бібліотека Нового Південного Уельсу в Австралії використовує інтеробанг як свій логотип,  як і освітнє видавництво Pearson, яке таким чином має на меті передати «захоплення та задоволення від навчання». 
Логотип Національного фонду гуманітарних наук містить вісім знаків оклику та вісім знаків питання; хоча їхні основні штрихи окремі, всі вони мають одну й ту саму крапку, як у деяких варіантах інтеробангу.
Головний суддя Френк Істербрук використав інтеробанг у рішенні Сьомого окружного суду США 2012 року у справі Роберта Ф. Бута проти Траста Кроулі.  
Суддя Федерального суду Австралії Майкл Віґні використав інтеробанг у першому абзаці свого рішення 2018 року у справі Faruqi v Latham [2018] FCA 1328 (провадження про наклеп між колишнім лідером федеральної опозиції Марком Латемом та політичним діячем і письменником Османом Фарукі). 
У шахах інтеробанг використовується для позначення сумнівного ходу, але, який можливо, дає перевагу.  (Див. також символи оцінки ?! (сумнівний хід) і !? (цікавий хід).